# Luigi Bajardi
Luigi Bajardi (Vercelli, 14 gennaio 1904 – Vercelli, 31 marzo 1977) è stato un allenatore di calcio e calciatore italiano, di ruolo mediano e mezzala.
Era noto anche come Bajardi I per distinguerlo da Alfredo Bajardi, che giocò con lui alla Pro Vercelli.

## Caratteristiche tecniche
Inizialmente venne impiegato come attaccante, da centravanti o mezzala, per poi arretrare il suo raggio d'azione sulla linea dei mediani. Era dotato di una discreta tecnica individuale, che abbinava a buona doti agonistiche.

## Carriera
Dopo gli inizi nei Vercellesi Erranti, nel 1924 si trasferisce in prestito militare al Piacenza, con cui mette a segno 7 reti in 16 partite di Seconda Divisione. Rientrato in Piemonte, viene ceduto insieme ad altri 12 giocatori alla Pro Vercelli, dove gioca per un decennio con un massimo di 16 reti messe a segno nel campionato di Divisione Nazionale 1928-1929. Il 6 ottobre 1929 contro il Genoa è autore della prima rete nella storia della Serie A a girone unico.
A partire dalla stagione 1931-1932 (in cui non scende mai in campo) perde progressivamente il posto da titolare; disputa la sua ultima stagione in prima squadra nel campionato 1934-1935 e lascia definitivamente la squadra due anni più tardi, nel 1937. Conclude la carriera nelle file del Villadossola e della Trecatese, entrambe in Prima Divisione.
Terminata la carriera agonistica, tra il 1939 e il 1941 è al Lecco, in Serie C, come allenatore-giocatore. Nel campionato 1941-1942 allena l'Ivrea. Al termine del conflitto guida la Pro Vercelli, il Novara e quindi la formazione giovanile delle bianche casacche.
Muore nel 1977, a 73 anni.